# Гётеборг
Гётеборг, Йётеборг (швед. Göteborgо файле /jœte'bɔrj/) — город на юго-западе Швеции в лене Вестра-Гёталанд. Является вторым по  населению городом в Швеции после Стокгольма и крупнейшим по площади. Площадь города — около 450 км². 
Расположен на берегу пролива Каттегат в устье реки Гёта-Эльв.

## История
Швеция получила территорию между норвежским Бохусленом и датским Халландом лишь в середине XIII века. Полоска земли, выходившая к Каттегату, была довольно узкой и требовала постоянной защиты от посягательств датской короны. В начале XVII века король Карл IX заложил на острове Хисинген, что в устье Гёта-Эльва, город, получивший название Гётеборг.
Город быстро рос, главным образом за счёт приезда иностранцев, бо́льшая часть из которых была голландцами. 14 марта 1613 года город получил значительные привилегии.
В 1607 году в Гётеборге начали возводить укрепления, однако работы продвигались медленно и к началу Кальмарской войны они достроены так и не были. В июне 1611 года высадившиеся здесь датские войска до основания разрушили город.
В 1619 году Густав II Адольф перенёс Гётеборг на то место, где он стоит в настоящее время. 4 июня 1621 года город получил королевскую привилегию, согласно которой на 16 лет освобождался от налогов и получал право беспошлинной торговли. В 1643 году было завершено возведение городских укреплений, благодаря которым Гётеборгу удалось отбить все атаки датчан в ходе Датско-шведской войны 1643—1645 годов В последующие годы фортификационные работы продолжились.

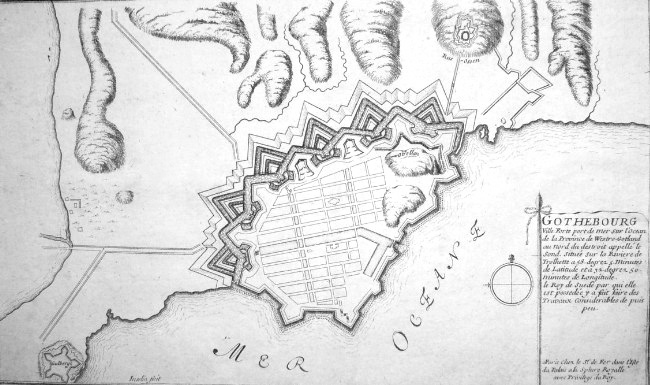
Гётеборг. Гравюра начала XVIII века

В 1658 и 1660 годах в Гётеборге проводились риксдаги. Во время Северной войны датский адмирал Педер Турденшельд дважды (в 1717 и 1719 годах) пытался захватить город, однако его попытки успехом не увенчались. В 1743—1756 годах в Гётеборге вновь велись фортификационные работы.
Период «эры свобод» принёс городу процветание. Здесь находилась резиденция шведской Ост-Индской компании, торговавшей со странами Востока. Чай, фарфор и шёлк доставлялись сюда из Китая и продавались европейским торговцам на открытых аукционах. Положительное влияние на развитие торговли также оказала война американских штатов за независимость. В середине XVIII века население города достигло 10 тысяч человек, и он стал оспаривать у Карлскруны право называться вторым по величине городом Швеции.
В начале XIX века городские укрепления Гётеборга были срыты, и в дальнейшем город постепенно утратил военное значение. С введением Наполеоном континентальной блокады Гётеборг стал для Англии важным перевалочным пунктом для её европейской торговли, вследствие чего здесь обосновалось значительное число английских торговцев.
В 1840-е годы Гётеборг являлся крупнейшим портом, через который в Швецию шёл импорт, а к концу века стал также и ведущим портом, через который Швеция экспортировала свои товары за границу. Одновременно в городе развивалось фабричное производство, и к середине XIX века он стал крупнейшим фабричным центром страны. В основе промышленности Гётеборга лежали текстильное производство и производство продуктов питания.
Во второй половине века продолжилось промышленное развитие города, ведущими отраслями сделались металлургия и машиностроение. В XX веке в экономике города стало преобладать тяжёлое машиностроение.

## Название
Город назван по имени гётов (швед. Götar, изменённое: Geatas, Gautar, Goths — готы, Gotar, Gøtar, Götar), обитателей Гёталанда (Götaland, со швед. — «земля гётов»), в нынешней южной Швеции, где город и расположен. Буквально — «крепость гётов». Река, на которой стоит город, называется Гёта-Эльв (Göta älv со швед. — «гётская река»). Göta borg — форт на Göta älv (построенный, чтобы защитить порт, шведское «торговое окно» на запад).

## Климат
В Гётеборге влажный континентальный климат. В период с 1973 по 2018 год максимальная температура составила +34,1 °C (31 июля 2018 года), а минимальная — −26,4 °C (9 февраля 1966 года).
| Показатель                                            | Янв. | Фев.  | Март  | Апр. | Май  | Июнь | Июль | Авг. | Сен. | Окт. | Нояб. | Дек.  | Год  |
| ----------------------------------------------------- | ---- | ----- | ----- | ---- | ---- | ---- | ---- | ---- | ---- | ---- | ----- | ----- | ---- |
| Абсолютный максимум, °C                               | 10,8 | 11,2  | 18,9  | 28,5 | 31,3 | 32,0 | 34,1 | 33,5 | 28,5 | 20,7 | 14,2  | 12,7  | 34,1 |
| Средний суточный максимум, °C                         | 3,0  | 3,2   | 6,4   | 12,1 | 17,0 | 20,1 | 22,5 | 21,9 | 17,7 | 12,0 | 7,4   | 4,2   | 12,3 |
| Средняя температура, °C                               | 0,8  | 0,7   | 3,0   | 7,7  | 12,4 | 15,7 | 18,3 | 17,7 | 14,0 | 9,0  | 5,1   | 2,1   | 8,9  |
| Средний суточный минимум, °C                          | −1,5 | −1,6  | −0,1  | 3,6  | 8,1  | 12,0 | 14,5 | 14,1 | 10,6 | 6,3  | 3,0   | −0,2  | 5,7  |
| Абсолютный минимум, °C                                | −26  | −22,8 | −19,2 | −11  | −4,3 | 1,8  | 5,3  | 3,5  | −2,5 | −8,5 | −13,5 | −21,9 | −26  |
| Норма осадков, мм                                     | 83   | 61    | 54    | 51   | 54   | 74   | 81   | 93   | 80   | 103  | 85    | 93    | 912  |
| Источник: Шведский институт гидрологии и метеорологии |      |       |       |      |      |      |      |      |      |      |       |       |      |

## Население
Население Гётеборга на 31 декабря 2022 года составляло 596 841 человека. На данный момент он является вторым по величине после Стокгольма городом Швеции.
Население агломерации (Storgöteborg) на 31 декабря 2022 года: 1 070 935 человека.

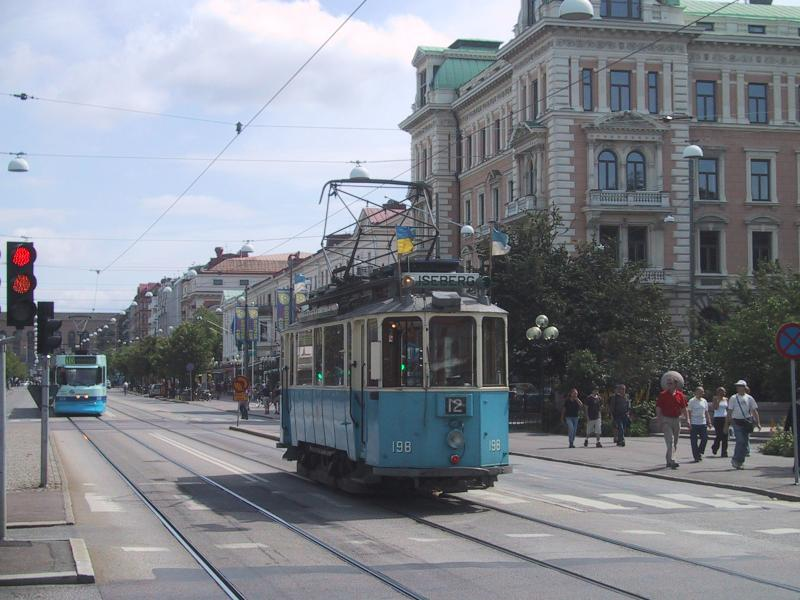
Ретро-трамвай в Гётеборге

## Промышленность

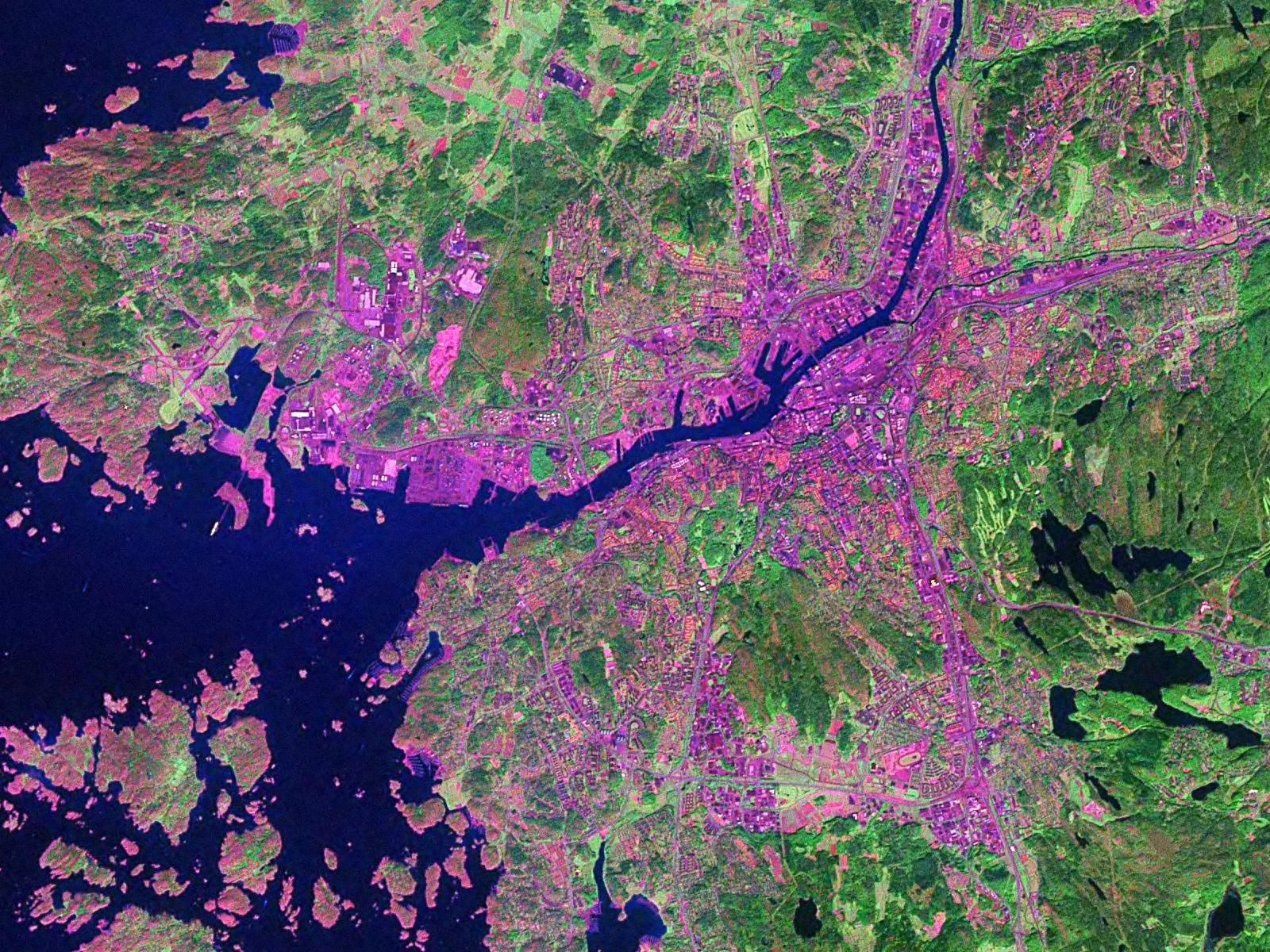
Спутниковое изображение Гётеборга. Условный цвет получен на основе информации из оригинального спутникового снимка. Пурпурные области соответствуют таким местам, как голые скалы, асфальт и здания

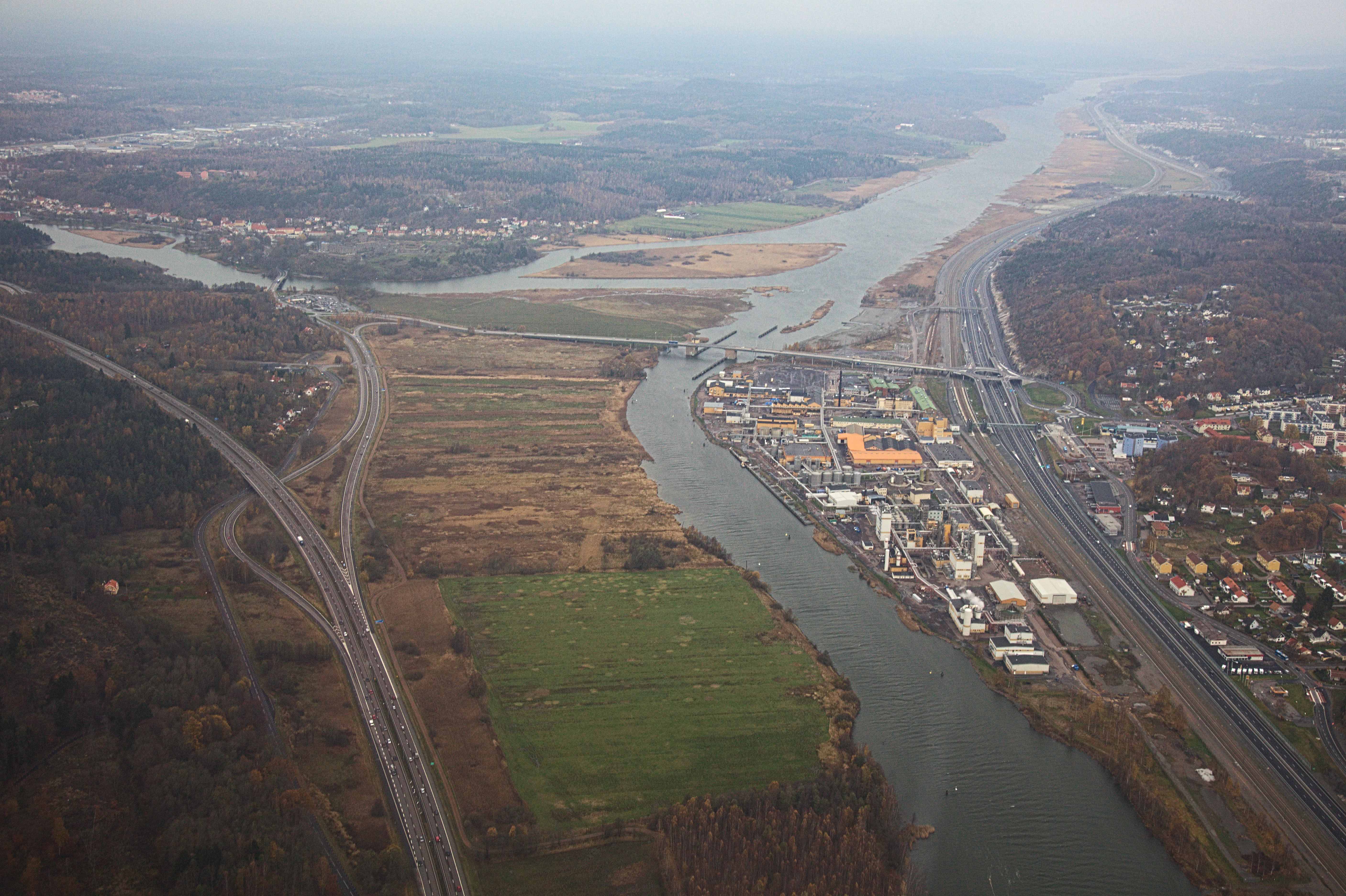
Вид на Гётеборг с вертолёта, 2013 год

Гётеборг является одним из основных промышленных городов Швеции. В нём расположены штаб-квартиры и производственные мощности таких компаний, как Volvo, SKF, Victor Hasselblad AB.

## Достопримечательности
- Крепость Новый Эльфсборг на острове Киркогордсхольмен в гавани Гётеборга.
- Церковь Мастугг.
- Маяк Винга.

## Спорт
- В 1992 году в Гётеборге состоялся финальный матч чемпионата Европы по футболу.
- В 1995 году в городе проходил чемпионат мира по лёгкой атлетике.
- В 2002 году проходил чемпионат мира по хоккею, на котором Словакия впервые в истории завоевала золото в финальном матче со сборной России.
- В 2006 году здесь проходил чемпионат Европы по лёгкой атлетике.
- В 2008 году в Гётеборге прошёл чемпионат мира по фигурному катанию 2008
- Футбольный клуб «Гётеборг» — двукратный обладатель Кубка УЕФА.
- В городе расположена трасса Göteborg City Race[англ.], на которой с 2008 года проходит этап Чемпионата Швеции по турингу (STCC).
- «Хеден», арена по хоккею с мячом[14].

## Культура
Город известен как центр рок-музыки. Здесь родился стиль Melodic Death Metal шведской волны, иногда его называют «Гётеборщина». Здесь образовались группы Graveyard, Avatar, Broder Daniel, Evergrey, At The Gates, Dark Tranquillity, Dimension Zero, Engel, In Flames, HammerFall, Dream Evil, Sister Sin, The Haunted, Dead by April, Ram Di Dam, Deals Death, Demotional. Поп-группы Ace of Base и Yaki-Da, а также Хокан Хелльстрём также происходят из Гётеборга.
Oi-группа Perkele воспевает Гётеборг в композиции «1621»:

It was cold that day in January 1931

Working late, high over the ground in the harbour of Gothenburg

The ground was frozen, the wind was cold and the snow was falling down

A shout in the dark, the ground turned red — Another worker was dead

Honour to the workers who built our town

And risked their lives since 1621

To the workers who built our town

And risked their lives since 1621

For all that you have done … since 1621

1621 — The year our town was born

With a harbour of pride and mighty ships that made our town a name

A history worth reminding of and tell your kids about

When the people worked and risked their lives and gave us a place to love

Гётеборгский художественный музей занимает третье место по богатству коллекции среди музеев изобразительных искусств страны, уступая лишь Национальному музею Швеции и Музею современного искусства в Стокгольме.
Гётеборгский кинофестиваль, который проводится с 1979 года, является на сегодняшний день крупнейшим в Скандинавии.
Парк «Лисеберг» — один из самых крупных парков развлечений в Европе.
В городе находятся Гётеборгский университет, Технический университет Чалмерса, Школа изящных искусств Valand.
В 1985 году в Гётеборге прошёл «Конкурс песни Евровидение 1985» на арене «Скандинавиум».
Носить имя города удостоилась малораспространённая порода высоколётных голубей — гётеборгский турман, — имеющая здесь давнюю историю.

## Города-побратимы
Гётеборг является городом-побратимом следующих городов:
- Берген, Норвегия
- Лион, Франция
- Орхус, Дания
- Гцгебеха, ЮАР
- Турку, Финляндия
- Чикаго, США
- Шанхай, КНР

## См. также

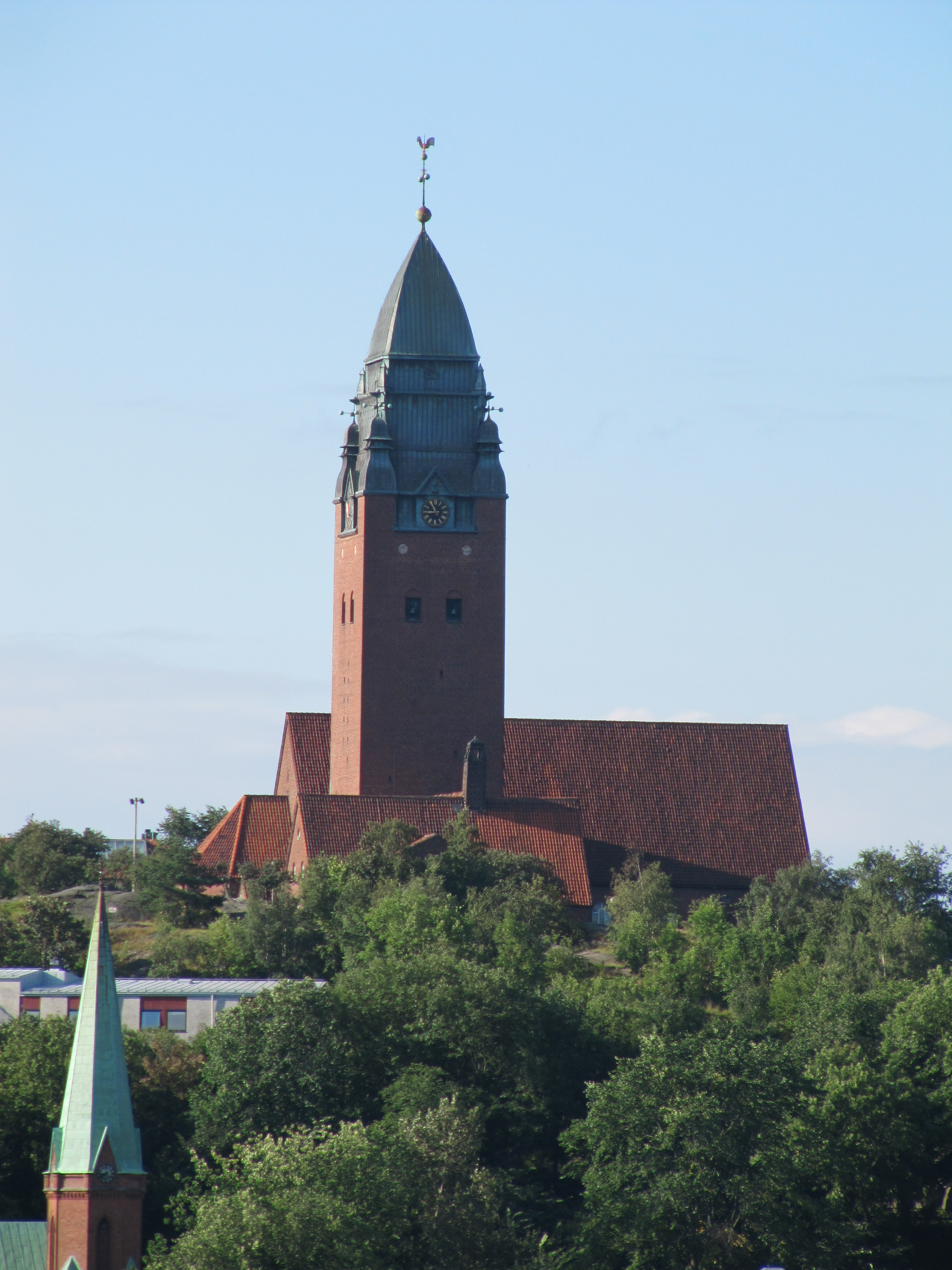
Церковь Мастугг